# Hyracotherium
Hyracotherium er en uddød slægt af små uparrettåede hovdyr, der er fundet som fossiler. Det var et dyr på størrelse med en hund, der levede for omkring 53 millioner år siden. Dyret blev længe regnet for at være det tidligst kendte medlem af hestefamilien, men ifølge en nyere undersøgelse tilhører den først beskrevne art, Hyracotherium leporinum, der blev fundet i det sydøstlige England i stedet en mere basal, nu uddød familie. De øvrige arter i slægten er flyttet til andre slægter, heriblandt Eohippos, der tidligere var synonym for Hyracotherium.

## Beskrivelse
Hyracotherium havde en skulderhøjde på ca. 20 centimeter. Den havde fire tæer med små hove på forbenene og tre på bagbenene. På undersiden af tæerne fandtes trædepuder. Kraniet var langt med 44 tænder. Kindtænderne var lavkronede og føden menes at have bestået af blade, frugter og nødder, ikke græs. Man mener, at Hyracotherium levede i sumpede skove. 

## Opdagelse
Det første fossil identificeret som hørende til denne slægt (et kranium) blev fundet i Kent i det sydøstlige England og beskrevet af palæontologen Richard Owen (1804 – 1892) i 1839. Owen syntes, kraniet, der var på størrelse med en hare, lignede formen af en klippegrævlings (på latin kaldet Hyrax) og navngav derfor den nye slægt Hyracotherium og tilføjede artsbetegnelsen leporinum.
En anden palæontolog fandt i 1876 fossilet af et fuldstændigt skelet af et lignende dyr i Nordamerika. Dette blev placeret i en ny slægt kaldet Eohippos. Senere i 1932 blev fossilerne sammenlignet og man mente, at de tilhørte samme slægt, så Eohippos blev synonym til Hyracotherium. Mange andre nordamerikanske hestelignende fossiler blev efterfølgende klassificeret som arter i slægten Hyracotherium, indtil man fornylig undersøgte dem på ny.

## Taksonomi
Typearten, Hyracotherium leporinum, regnes nu for at tilhøre den uddøde familie Palaeotheriidae snarere end hestefamilien, Equidae. De fleste andre arter i slægten Hyracotherium regnes stadig som tilhørende hestefamilien og er blevet placeret i en række andre slægter, bl.a. Eohippos, der er del af denne familie og nu ikke længere er synonym for Hyracotherium.